# Jereissati Participações S.A.
A Jereissati Participações é uma holding de capital aberto brasileira que controla empresas como a Iguatemi, La Fonte Telecom, o Grande Moinho Cearense e é grande acionista da Oi. Fundada em 23 de maio de 1979, tem sua sede na Vila Cordeiro, em São Paulo. Seu controlador é Carlos Francisco Ribeiro Jereissati.
A La Fonte Telecom, através da sua controlada LF Tel participa do bloco de controle da Telemar Participações (TmarPart), que por sua vez, controla a Tele Norte Leste Participações (Oi), a maior empresa integrada de telecomunicações do Brasil. A companhia também participa do bloco de controle da CTX Participações, empresa que controla a Contax Participações.
Foi criada como La Fonte Participações, e em 28 de abril de 2008, teve sua denominação alterada para a atual.

## Histórico
Oriundo do Ceará, o Grupo Jereissati teve suas origens no início do século, com atividades no comércio têxtil e, posteriormente, diversificou seus investimentos, passando a atuar no ramo imobiliário e na metalurgia. Atualmente, o Grupo Jereissati, por meio de sua holding Jereissati Participações (anteriormente denominada La Fonte Participações), atua nas áreas de telecomunicações e shopping centers.
Em 1946, o Grupo Jereissati diversifica seus interesses através da criação da Companhia Imobiliária Jereissati. Em 1961, dando continuidade a diversificação, o grupo adquiriu a Metalúrgica La Fonte, tradicional fabricante de cadeados e fechaduras.
Em 1979, iniciou suas atividades no ramo de shopping centers com a aquisição de todos os ativos da Construtora Alfredo Matias, que incluíam uma participação no Iguatemi São Paulo.[carece de fontes?] O Iguatemi foi o primeiro empreendimento desse tipo construído no Brasil, no ano de 1966. Em 1979, surgiu a Iguatemi Empresa de Shopping Centers, inicialmente como uma sociedade por quotas de responsabilidade limitada, tendo sido transformada em Sociedade Anônima em 1983.
Em 1996, houve o afastamento das atividades relacionadas a “fechaduras”, passando o controle acionário da La Fonte para William Holding, multinacional sediada na Inglaterra. Em 1999, houve a aquisição de participação na Telemar Participações. Em 2000, surgiu a Contax, prestadora de serviço na área de Call Center, especializada na elaboração, implementação e operação de contact centers complexos. Em 2005, houve a venda das ações representativas da participação da companhia no capital da investida Grande Moinho Cearense.
Em 7 de fevereiro de 2007, a controlada Iguatemi Empresa de Shopping Centers ("Iguatemi") concluiu o processo de abertura de seu capital, com o ingresso no "Novo Mercado" da Bovespa (B3:IGTA3). A Iguatemi tem por objetivo a exploração comercial e o planejamento de shopping centers, a compra e venda de imóveis e a participação em outras sociedades como sócia, quotista, acionista ou associada por qualquer outra forma permitida por lei. A Iguatemi é detentora de uma fração ideal ("participação") de determinados empreendimentos imobiliários, em sua grande maioria shopping centers, localizados na região Sul e Sudeste do país.[carece de fontes?]
O ano de 2008 foi marcado por vários eventos importantes para os investimentos da Jereissati participações na área de telecomunicações (por meio de sua controlada La Fonte Telecom que controla a LF Tel). Em 25 de abril, no âmbito da reestruturação societária que permitiu a consolidação do grupo de controle da TmarPart e a aquisição do controle da Brasil Telecom Participações, a LF Tel praticamente dobrou a sua participação no controle da Telemar Participações (TmarPart). Ao adquirir, em conjunto com o grupo Andrade Gutierrez, as ações de outros sócios, a companhia passou a deter 19,33% do capital total da TmarPart. A LF Tel também adquiriu ações de CTX Participações e, consequentemente, passou a deter 22,83% do capital total desta empresa.[carece de fontes?]
Em 8 de janeiro de 2009, foi concluída pela Telemar Norte Leste (Tmar), que é controlada pela Telemar Norte Leste Participações (TNLP), que é controlada pela Telemar participações (TmMarPart), a aquisição do controle acionário da Brasil Telecom, exatamente dentro do plano anunciado aos acionistas e ao mercado em geral, em abril de 2008. Esta operação representa um dos mais importantes movimentos estratégicos do grupo controlado pela companhia desde a privatização, não apenas por sua magnitude, mas principalmente pelo que significa para a indústria de telecomunicações e para o Brasil como um todo. Com a aquisição da Brasil Telecom, foi criada uma empresa brasileira, de abrangência nacional, que começa sua história com 56 milhões de usuários e porte para competir de forma equilibrada no país e no exterior.[carece de fontes?]

## Situação Atual
A Jereissati Participações controla diretamente a Shopping Iguatemi, e indiretamente a Contax Participações e a Oi (nome do conjunto de empresas Telemar Norte Leste, que é a operadora, Tele Norte Leste Participações, que é sua controladora, e Telemar Participações, que é a controladora da controladora).
Segundo a edição de 2008 da revista Valor 1000 Maiores Empresas (publicada em agosto/2008), o Grupo Jereissati (na revista mencionado como La Fonte Participações, embora a denominação da empresa tenha sido alterada para Jereissati Participações em abril/2008), ocupa a 123º posição em 2007 (160º em 2006) entre as 250 maiores holdings do Brasil em termos de investimentos.[carece de fontes?]
A empresa é presidida por Carlos Francisco Ribeiro Jereissati, um empresário radicado em São Paulo desde 1965 e formado em economia pela Universidade Mackenzie. Carlos é irmão do ex-governador do estado do Ceará, atual senador pelo mesmo estado e ex-presidente nacional do PSDB, Tasso Jereissati.[carece de fontes?]
A compra da Telemar durante a privatização da telefonia no Brasil foi o que transformou Carlos Francisco Ribeiro Jereissati em um homem conhecido - já que era o azarão do leilão, mas acabou arrematando a maior concessão de telefonia do país. Recentemente articulou a compra pela Oi da Brasil Telecom e aproveitou para aumentar significativamente a participação da Jereissati Participações na Oi (Telemar Participações) e na Contax (CTX Participações), praticamente dobrando as participações que detinha.